# Alteo Dolcini
Alteo Dolcini (Forlimpopoli, 12 settembre 1923 – Faenza, 2 settembre 1999) è stato uno storico e pubblicista italiano.
È ricordato per aver creato l'Ente Tutela Vini di Romagna, le Ca' de Bé, il Tribunato di Romagna, la Società del Passatore e, in generale, per la sua inesauribile e inesausta attività di valorizzazione del patrimonio culturale romagnolo.

## Biografia

Alteo Dolcini in bicicletta a Faenza.

Nacque quinto e ultimo figlio in una famiglia di contadini, conosciuta con il soprannome romagnolo di Pidsull, dal nome del podere dove avevano lavorato. Dolcini portò con sé questo appellativo (nella grafia Pidsoll o Pidsol) per tutta la vita, come un vero e proprio “marchio di fabbrica”.

Conseguì la licenza elementare a Forlì, dove si era trasferita la famiglia e dove Alteo proseguì gli studi fino al diploma in ragioneria.
Nel 1940, anno di entrata dell'Italia nella Seconda guerra mondiale, Dolcini si arruolò volontario e fu inviato a combattere in Africa. Nel 1943 venne fatto prigioniero; fu liberato solo nel 1945, con la fine delle ostilità.
Tornato in patria, si iscrisse all'Università di Bologna, nella Facoltà di Economia e commercio. Nel 1948 si sposò con Giuseppina Morgagni. Dalla loro unione nasceranno quattro figli.

Si trasferì a Firenze, dove si laureò nel 1950. Nel 1956 vinse il concorso di Ragioniere Capo del Comune di Faenza. Da allora ricoprì l'incarico di segretario generale del municipio faentino fino a quando andò in pensione, nel 1988. Nella città manfreda è ricordato come ideatore di manifestazioni tuttora molto popolari come il Palio del Niballo e la Nott de bisò.

### Attività culturale
Nella sua lunga opera di divulgazione del patrimonio culturale della Romagna, Dolcini ha dato vita a numerosi e fecondi progetti:
- 1962: il «Consorzio per la Tutela dei Vini Tipici Romagnoli per la denominazione d'origine»  (assieme a Lino Celotti e Pasquale Baccarini), oggi denominato “Consorzio vini di Romagna”;
- le «Ca' de Bé»: osterie specializzate nella mescita di vino romagnolo e nella gastronomia romagnola. Nel 1971 venne inaugurata la “Ca' de Bé” di Bertinoro, cui seguirono la "Ca' de Vèn" di Ravenna (1975) e la "Cà de Sanzvés" di Predappio Alta (1976);
- 1967 (il 2 aprile): il "Tribunato di Romagna", centro di valorizzazione e diffusione della cultura, della lingua e del folclore romagnolo[3][4];
- 1969: la «Società del Passatore» e l'«Ente Ceramica Faenza». Nello stesso anno Dolcini concepì, insieme a Francesco Calderoni, la corsa podistica 100 km del Passatore, manifestazione che fu realizzata quattro anni dopo;
- Anni ottanta: è ispiratore e promotore di una norma a tutela delle botteghe ceramiche artistiche. Il risultato è la legge 9 luglio 1990 n. 188 sulla tutela della ceramica italiana di qualità[5];
- 1992: l'«Ente Musica Romagna», per la riscoperta del patrimonio musicale romagnolo, dalle composizioni classiche alle cante corali e ai brani popolari;
- 1994: l'associazione «Fo-Fa» (Forlì-Faenza), che organizza, attorno alla Madonna del Fuoco (venerata nelle due città), convegni e assemblee pubbliche.

## Galleria d'immagini

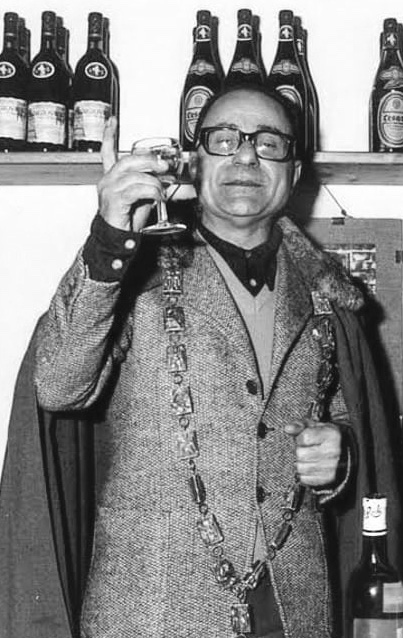
Alteo Dolcini «Tribuno di Romagna» brinda alla Ca' de Sanzves.

## Opere
Giornalista, Dolcini ha diretto per 34 anni “La Mercuriale Romagnola”, il giornale del Tribunato di Romagna, tramite il quale ha diffuso le sue idee. La sua produzione letteraria annovera 25 volumi, la maggior parte dei quali dedicati al diritto amministrativo e alla Romagna.
- La Romagna dei Vini (con Tommaso Simoni e Gianfranco Fontana), Bologna, Edizioni Alfa, 1967.
- Il Principe di Romagna Imola, Edizioni del Passatore, 1975.
- La 100 km del Passatore (con Roberto Bosi), Faenza, Edizioni del Passatore, 1977.
- Manuale operativo dei Comuni, Rimini, Maggioli Editore, 1979.
- Quarantanöv ceramesta, Faenza, Ente Ceramica Faenza, 1982.
- Arte e Fisco (con Silvia Dolcini), Rimini, Maggioli Editore, 1985.
- Formulario per l'applicazione della legge sul condono edilizio, Rimini, Maggioli Editore, 1986.
- L'agenda del segretario comunale, Rimini, Maggioli Editore, 1987.
- Il controllo dell'attività urbanistico-edilizia (con Silvia Dolcini e Sergio Gonelli), Rimini, Maggioli Editore, 1987.
- Così l'informatica per i faentini, Faenza, Edit Faenza, 1989.
- Il PERT, Uno strumento di programmazione per dirigenti comunali e progettisti, Rimini, Maggioli Editore, 1989.
- La “storia” della Riunione Cittadina (a cura di) , Faenza, Litografia Faenza, 1989.
- La D.O.C. alla Ceramica italiana, Faenza, Faenza Editrice, 1991.
- Agriturismo: una scelta possibile, Bologna, Edagricole, 1992.
- La Romagna dei Vini 2, Faenza, Edit Faenza, 1992.
- L'uomo dei terremoti, Raffaele Bendandi (curatore con Paola Lagorio), Faenza, Edit Faenza, 1992.
- I Passatoriani, Faenza, Edit Faenza, 1993.
- Tu, consigliere comunale (o provinciale), Bologna, Calderini, 1994.
- Napoleone il “bifronte”,  Bologna, Calderini, 1996.
- I sacri fuochi di Forlì e Faenza, Faenza, Tipografia Faentina, 1997.
- Acta Tribuni (a cura di), Faenza, Tipografia Faentina, 1997.
- La Romagna del romanzo, Cesena, Ponte Vecchio, 1998.
- Il Marafò-Beccaccino, Faenza, Stefano Casanova Editore, 1999.
- Romagna una “mutila” fra 3 regioni (curatore con Ilo Spada), Cesena, Ponte Vecchio, 1999.
- La Svizzera è nata in Romagna, Faenza, Stefano Casanova Editore, 1999.

## Fondo Alteo Dolcini
Nel 2022 gli eredi Dolcini hanno donato alla Fondazione Cassa di Risparmio di Ravenna tutta la documentazione riguardanti Alteo Dolcini. Il fondo consiste in tre sezioni: libraria, documentale e fotografica. Il fondo librario è composto da oltre mille volumi; la parte documentaria contiene i carteggi di Dolcini (tra cui quelli con  Icilio Missiroli, Friedrich Schürr, Aldo Spallicci, Max David, Walter Della Monica, Federico Fellini, don Francesco Fuschini, Angelo Biancini, Carlo Zauli e Tino Dalla Valle), mentre la parte fotografica raccoglie tremila immagini, dal secondo dopoguerra agli ultimi anni di vita di Dolcini.
È conservato nella biblioteca della Cassa di Risparmio di Ravenna.